# Мъглявина
Мъглявината представлява междузвезден облак от прах, газ и плазма. Тя може да се види благодарение на излъчваните или поглъщани от нея вълни и частици, което я отличава от околната междузвездна среда.

## История
Първоначално мъглявина са наричани всички светещи обширни дифузни неподвижни астрономически обекти, включително звездни купове и галактики, за които е ясно, че не са звезди. Например галактиката Андромеда е наричана мъглявината Андромеда преди Едуин Хъбъл да открие галактиките през 1924 г.
През 1787 г. французинът Шарл Месие (Charles Messier), който изучава кометите, съставя списък на всички неподвижни дифузни обекти, приличащи на комети. В този списък са включени както истински мъглявини, така и галактики (например М31 – галактиката Андромеда, М13 – съзвездието Херкулес).
С развитието на астрономията и усъвършенстването на телескопите, понятието мъглявина става все по-точно определено. Някои „мъглявини“ се оказват звездни купове, открити са тъмните (поглъщащи) мъглявини. През 20-те години на XX век Кнут Лундмарк, а после и Едуин Хъбъл, успяват да видят звездите по периферията на някои „мъглявини“ и оттам разбират, че това са много по-големи обекти, отколкото се е предполагало, следователно са галактики извън нашата Млечен път.

## Образуване
Повечето мъглявини се формират вследствие на гравитационния колапс на газовете в междузвездното пространство в галактиките. Тъй като материалът се свива под собствената си тежест, съществуват условия за създаване на огромни звезди чието ултравиолетово лъчение йонизира заобикалящите ги газове, и създава плазма. Други мъглявини се формират в резултат на избухването на супернови. Изхвърленият материал се йонизира от енергията на взрива и от тази на образуващото се сгъстено тяло, например неутронна звезда. Друг тип са планетарните мългявини. Те се появяват при финалните етапи от развитието на звезди с малка маса. Звезди с маса до 8 – 10 слънчеви маси се превръщат в червени гиганти и бавно губят външните слоеве по време на трепения в тяхната атмосфера. Най-външния водороден слой отлита в пространството във вид на газова обвивка (планетарна мъглявина). Тя има размери достигащи 1 ly. Възрастта на планетарните мъглявини не е повече от 50 000 г., защото след това газът се разрежда до такава степен, че вече не може да се наблюдава.

## Видове мъглявини

### По излъчване
Първият признак, по който се делят мъглявините е това дали излъчват или поглъщат светлина, като се наричат съответно светли и тъмни мъглявини.
Светлите мъглявини се виждат благодарение на собствената или отразената в тях светлина от близки звезди. Естеството на светлите мъглявини, източниците им на енергия, която бива излъчена, зависят от произхода на мъглявината и могат да бъдат различни. Понякога в дадена мъглявина има няколко причини, поради която се излъчва енергия.
Тъмните мъглявини не светят, но могат да бъдат видени, понеже поглъщат светлината от обекти, намиращи се зад тях. Тъмните мъглявини представляват плътен облак от газ и прах, непрозрачен за светлината. Обикновено тези мъглявини се виждат на фона на светли мъглявини. Някои тъмни мъглявини могат да бъдат наблюдавани на фона на Млечния път.

### По състав
Разграничаването на мъглявините на газови и прахови е до голяма степен условно, тъй като всяка мъглявина се състои както от прах, така и от газ. Това деление е възникнало по исторически причини, в зависимост от метода на наблюдение и по това дали мъглявината излъчва или поглъща светлина.
Наличието на прах се вижда най-ясно при тъмните мъглявини, които поглъщат светлината на обектите зад тях. Прахът се вижда и в светлите мъглявини, които отразяват или разсейват светлина от близки или намиращи се в тях звезди.
Излъчването от газ, който се намира в мъглявината, е вследствие на неговата йонизация. Причината за тази йонизация може да бъде ултравиолетовата светлина на някоя звезда в мъглявината, нагряването вследствие от ударната вълна на избухнала свръхнова или мощният слънчев вятър от звезда на Волф-Райе.